# 偏磷酸钴
偏磷酸钴是一种无机化合物，化学式为Co(PO3)2，它是单斜晶系晶体，空间群C2/c（No.15），以二聚体Co2P4O12的形式存在，其中偏磷酸根离子为-O-P-O-相连的环状四聚体。它可由磷酸二氢钴的热分解制得。它在75 °C可以被氢气还原为Co2P和P。它可用作电极材料。